# Kaas met gaatjes
Kaas met gaatjes is het 38ste stripverhaal van Jommeke. De reeks wordt getekend door striptekenaar Jef Nys.

## Personages
- Jommeke
- Flip
- Filiberke
- Pekkie
- Annemieke
- Rozemieke
- prins Ikan
- kleine rollen: Marie, Theofiel, Esmalda, koning Rono, koningin Alfrida, papegaai 'De Indiër', de Hoehoes e.a.

## Verhaal
Jommeke vindt op een avond een doos met een kindje voor zijn deur. In een brief wordt hem gevraagd het kind in het geheim naar Thailand te brengen. Jommeke schakelt hiervoor zijn vrienden in. Filiberke komt op het idee om het kindje in een grote bol kaas te verstoppen. Via de gaatjes kan het ademen, terwijl niemand in de bol zal willen kijken. Alle vrienden trekken mee op pad. Ze reizen als verstekeling op een schip naar Rangoon in Myanmar, vanwaar ze te voet door het oerwoud naar Thailand trekken. Onderweg vechten ze onder meer tegen tijgers en slangen. Ze moeten het kind ook bevrijden uit de handen van een moedergorilla die het kindje wil adopteren. Tijdens de tocht worden ze gevangengenomen door een wilde stam, maar met de hulp van een papegaai die de taal van de stam spreekt en een list kunnen ze zich bevrijden. De vrienden bereiken veilig Thailand waar een vrouw hen opwacht. Zij meldt dat ze het kindermeisje is van het kind dat een prins blijkt te zijn. Zijn ouders moesten na een staatsgreep vluchten, toen ze niet bij hun kindje waren. Het kindermeisje belandde met het prinsje in België en kwam zo op het idee om Jommeke het kindje naar Thailand te laten brengen en zo de opstandelingen te misleiden. Ouders en kind worden verenigd en het verhaal eindigt met een feestmaal.

## Achtergrond bij het verhaal
- Jommeke en zijn vrienden trekken voor het eerst naar het Verre Oosten, meer bepaald naar Myanmar en Thailand.
- Dit is een klassiek avonturenalbum waarbij de vrienden door onbekende of woeste terreinen trekken om iemand uit de nood te helpen. Het thema van het kindje dat geholpen moet worden, kwam in een andere vorm al voor in Het hemelhuis en zal ook in latere albums nog voorkomen.